# Stilocladius intermedius
Stilocladius intermedius är en tvåvingeart som beskrevs av Wang 1998. Stilocladius intermedius ingår i släktet Stilocladius och familjen fjädermyggor. Inga underarter finns listade i Catalogue of Life.